# Синайское откровение

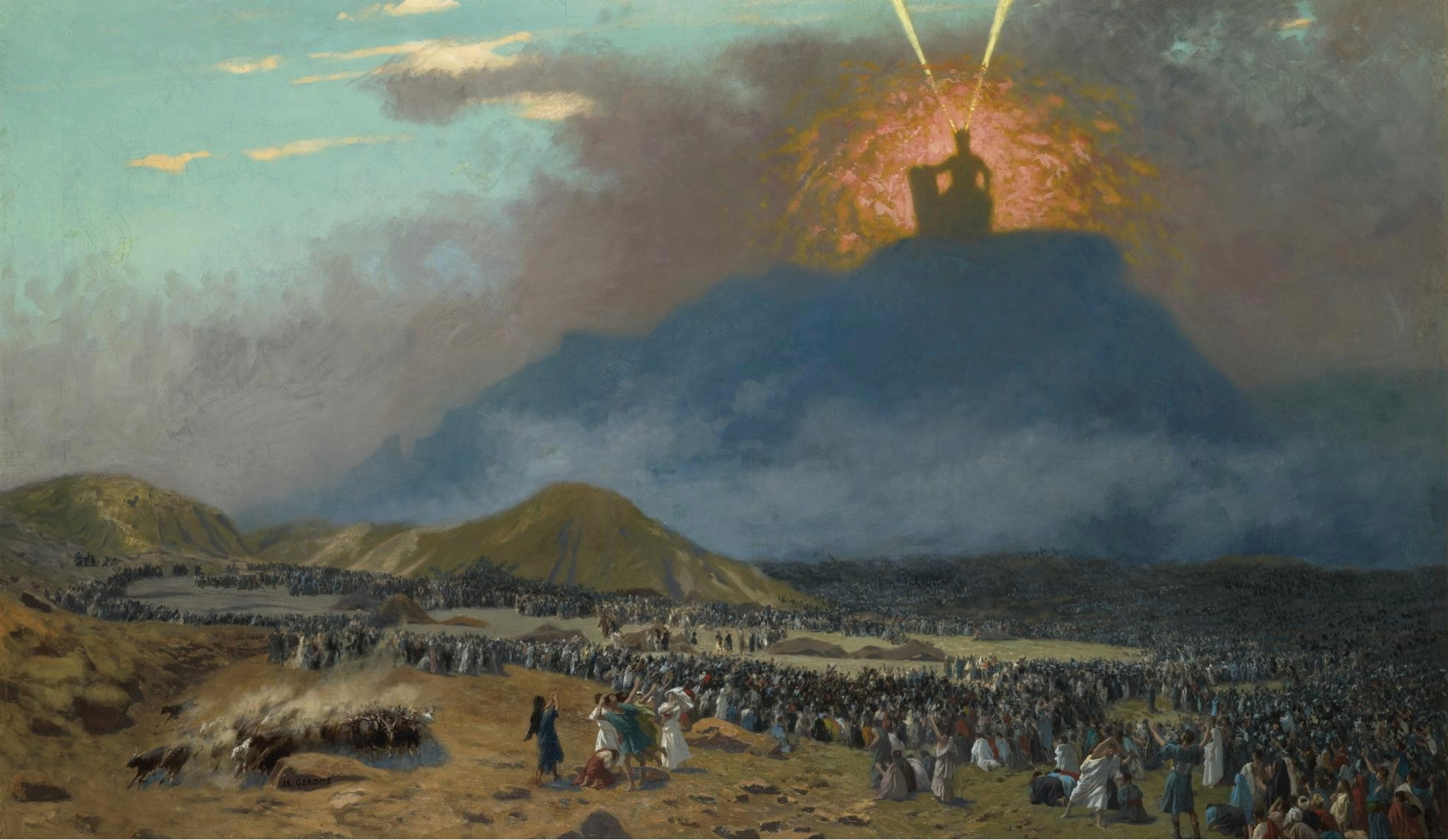
Моисей на горе Синай, Жан-Леон Жером

Синайское откровение (также дарование Торы) — согласно библейскому преданию теофания у горы Синай, заключение завета между Богом и избранным народом. Изложено в Пятикнижии в Книге Исход (Исх. 19, 20). Эти события считаются кульминацией исхода евреев из Египта и вершиной деятельности Моисея.
В иудаизме праздником дарования Торы является Шавуот, первоначально сельскохозяйственный праздник, связанный с урожаем зерновых

## Библейский рассказ
Преодолев все препятствия, еврейский народ подходит к горе Синай — она же Хорев, на которой Моисей был удостоен откровения Яхве. Бог открылся всему народу под трубные звуки в грандиозном зрелище огня, который сопровождали гром и молнии. Во всеуслышанье Он огласил Десять заповедей, в которых говорится, что Он — единый Бог Израиля, Он запретил поклонение иным богам и дал сжатый и ясно сформулированный кодекс этических норм (Исх. 20:1—17).
Моисей успокоил устрашённый народ, вступил в туман, что окутывал гору, где получил от Господа подробный свод законов. Бог повторил обещание привести еврейский народ в Землю обетованную (Исх. 20:18—22; 21, 22, 23). Вернувшись с горы Синай, Моисей записал всё сказанное ему Господом и прочёл это народу. Народ потрясло увиденное и услышанное, он восклицает: «Все, что сказал Господь, сделаем и будем послушны» (Исх. 24:7). Моисеем исполняется торжественная церемония заключения союза (Завета) между Яхве и еврейским народом. Затем Моисей снова поднялся на гору, где ему были вручены Скрижали Завета.
За этой кульминацией почти сразу последовало падение. Моисей провёл на горе сорок дней. Люди стали терять веру ему и потребовали, чтобы Аарон сделал для них вещественного бога, «который бы шёл перед нами, ибо с этим человеком, который вывел нас из земли Египетской, мы не знаем, что сделалось» (Исх. 32:1). Аарон изготовил золотого тельца, которого народ объявил богом, что вывел их из Египта, и устроил в его честь празднества. Моисея возмутило грубое нарушение второй из только что данных Десяти заповедей («… не будет у тебя других богов помимо Меня; не делай себе изваяния и никакого изображения… не поклоняйся и не служи им»). В гневе пророк разбил скрижали. В наказание за неискупимый грех народа Бог был готов истребить его весь и сделать вместо него великим народом потомков Моисея. Однако Моисей отверг это предложение, заступился за потомков Израиля, и Бог переменил Своё решение. Взамен Бог накладывает на народ другое наказание: «Телец был сожжён, стерт в прах», и прах рассыпан по воде, которую израильтяне вынуждены были пить, а три тысячи из числа поклонявшихся тельцу были казнены (Исх. 32).
Это отступление стало переломным в истории Исхода. Началось отчуждение между Моисеем и народом Израиля. «Моисей поставил себе шатер… вдали от стана и назвал его скинией собрания… И когда Моисей выходил к скинии, весь народ вставал и становился каждый у входа в свой шатер и смотрел вслед Моисею, доколе он не входил в скинию» (Исх. 33:7, 8). Моисей опять взошёл на гору, где Бог повелел ему записать слова Завета на новых скрижалях. Пророк удостоился не только косвенного доказательства присутствия Господа, слыша Его глас, но и отчасти зримой теофании, после чего лицо Моисея озаряется светом. Когда Моисей спустился с горы, чтобы второй раз передать слова Господа, еврейских народ, пораженный сиянием лица пророка, боялся подойти к нему. С того времени, появляясь перед народом после каждой своей беседы с Богом, Моисей закрывал лицо покрывалом (Исх. 34).
После заключения союза Бога с Авраамом, а затем и с еврейским народом на горе Синай процесс сложных взаимоотношений Бога и человека был полностью переносён на историю еврейского народа. Конечное избавление не только народа Израиля, но и всего мира поставлено в зависимость лишь от преданности евреев Богу и соблюдения еврейским народом Его заветов.
В иудаизме есть места, такие как Храмовая гора, место расположения Храма, святость которых, с точки зрения религии вечна, а есть места, которые были освящены только «на час», а не на поколения. Самым ярким примером является гора Синай, освящённая в то время, когда на ней была дарована Тора, и еврейскому народу было указано избегать её: «Не может народ взойти на гору Синай, ибо Ты свидетельствовал нам, говоря: „проведи черту вокруг горы и освяти её“» (Исх. 19:23), но сразу после того, как дарование Торы было завершено, её святость прекратилась, и точное местонахождение этой горы было забыто.

## В послебиблейской еврейской традиции
Со времен Талмуда до настоящего времени еврейская традиция обычно именует Моисея раббену (`наш учитель`). Моше раббену считается великим учителем еврейского народа, не только автором Пятикнижия, давшим еврейскому народу Тору — Письменный Закон, но также основателем всего Устного Закона. Согласно иудаизму всё, что когда-либо мудрец или законоучитель установил или установит, уже завещано Моисеем, включая предписания, не вытекающие из повелений Торы (халаха ле-Моше ми-Синай). Некоторые высказывали даже мнение, что Моисей не умер, но продолжает служить Господу, как служил Ему на горе Синай (Нед. 38а). Трактат Менахот приводит легенду о посещении Моисеем иешивы рабби Акивы. Моисей слушает лекцию великого мудреца, но смущён, что ничего не смог понять. Он успокоился лишь когда, рабби Акива объяснил, что его слова это халаха ле-Моше ми-Синай (Мен. 29б). Раввинистическая литература даёт различные толкования этого сюжета.
Самый видный представитель сторонников исторического аргумента существования Бога, Иехуда ха-Леви считал, что откровение на горе Синай при 600 тысячах свидетелей является неопровержимым фактом, устраняющим любые сомнения в бытии Бога.
Ребе Меир Симха ХаКоэн из Двинска (Литва, XX век), в своём комментарии к Торе «Мешех Хохма» говорит о разрушении Скрижалей Завета Моисеем, выражая одну из концепций святости: «И не думайте, что Храм и Скиния сами по себе являются святынями, упаси Бог. Бог, да будет Он благословен, находится среди Своих сыновей, которые будут служить Ему, и если они, подобно человеку, нарушат завет, вся святость будет удалена от них, и они, подобно глиняным сосудам, придут как преступники и осквернят его. И Тит вошёл во Святая Святых и совершил блуд, и не потерпел вреда, потому что святость его была лишена его. И более того, скрижали Божии с письменами, они тоже на самом деле не святы, только для вас, когда вы исполняете написанное на них… Ведь нет ничего святого в мире. Только Господь, да будет благословенно имя Его, свят… Ибо нет святости ни в одном сотворенном существе, кроме соблюдения Израилем Торы по воле Творца, да будет благословенно святое имя Его… Все святые места не имеют основания в религии, но скорее в том, что они были освящены для исполнения заповедей, и гора Синай является источником религии, поскольку Божественное Присутствие отступило от неё, и там разводили овец и крупный рогатый скот».
По сравнению с эпохой храмового иудаизма весьма усилилась значимость и степень осознания обстоятельства, что Тора была в первый и единственный раз дарована у Синая всему еврейскому народу в целом, то есть в присутствии всех евреев, всем и каждому из них. По этой причине религиозная традиция считается воплощённой в равной степени в лице всех евреев. В иудаизме не существует никаких посредников между Торой и народом.

## В каббале
Согласно книге Зоар Моисей был одним из семи «верных пастырей Израиля», который горячо любит свой народ. «На горе Синай Бог открыл ему 70 ликов Торы на семидесяти языках». Моисей есть воплощение одной из десяти сфирот — модусов Божественной эманации, через которые Господь открывается людям. Для каббалистов откровение Божье не ограничивается Синайском откровением, но представляет собой перманентный процесс, который не прекращается со дня сотворения мира.

## В культуре Нового времени
Генрих Гейне в «Исповеди» (1854) восторженно восхвалял пророка: «Какой маленькой кажется гора Синай, когда Моисей стоит на ней!». Русско-еврейский поэт Семён Фруг в 1880—1890-х годов написал целый ряд посвящённых Моисею стихов, в том числе «На Синае». Д. Фришман посвящает Моисею рассказ «Синай» в сборнике «Бе-мидбар» (1923).